# French Open 1972
Wielkoszlemowy turniej tenisowy French Open w 1972 rozegrano w dniach 22 maja - 4 czerwca, na kortach im. Rolanda Garrosa w Paryżu.

## Zwycięzcy

### Gra pojedyncza mężczyzn
Andrés Gimeno -  Patrick Proisy 4–6, 6–3, 6–1, 6–1

### Gra pojedyncza kobiet
Billie Jean King -  Evonne Goolagong Cawley 6–3, 6–3

### Gra podwójna mężczyzn
Bob Hewitt /  Frew McMillan -  Patricio Cornejo /  Jaime Fillol 6–3, 8–6, 3–6, 6–1

### Gra podwójna kobiet
Billie Jean King /  Betty Stöve -  Winnie Shaw /  Christine Truman Janes 6–1, 6–2

### Gra mieszana
Evonne Goolagong Cawley /  Kim Warwick -  Françoise Durr /  Jean-Claude Barclay 6–2, 6–4